# Samuel Yates
Samuel Yates (né le 10 mai 1919 à Savannah en Géorgie et mort le 22 avril 1991 à New Brunswick au New Jersey) est un ingénieur informaticien et mathématicien américain qui a décrit les nombres premiers uniques dans les années 1980. En 1984, il a commencé la liste des plus grands nombres premiers connus et a inventé les termes de « premier titanesque » et « gigantesque » pour tout premier avec respectivement plus de 1 000 chiffres, et plus de 10 000 chiffres. Il a aussi baptisé « titans » et « géant » les mathématiciens qui ont prouvé la primalité de ces nombres . Il est l'auteur de Repunits and Repetends.

## Biographie
Samuel Yatrofsky a épousé May Berkowitz le 5 avril 1941 à Brooklyn (New York). Lui, son épouse, son frère et sa femme ont changé leur nom de famille de Yatrofsky à Yates le 25 juin 1943, en raison de critiques antisémites à leur égard. Il est enterré dans le Beth Israel Jewish Cemetery à Woodbridge, au New Jersey.